# ريجنالد فاريا
ريجنالد فاريا (بالهولندية: Reginald Faria)‏ هو لاعب كرة قدم هولندي، ولد في 19 نوفمبر 1981 في أمستردام في هولندا. لعب مع نادي فولندام.

## وصلات خارجية
- ريجنالد فاريا على موقع قاعدة بيانات كرة القدم.إي يو (الإنجليزية)
- ريجنالد فاريا على موقع Soccerway.com (الإنجليزية)